# 丁源渭
丁源渭（？—？），河南人，清朝政治人物。
丁源渭曾于1726年接替丁溶任福建永安县知县一职，1728由邢文明接任。